# حصة الرفاعي
حِصَّة السيّد زيد الرّفاعي (1947) شاعرة وأستاذة جامعيّة كويتية. ولدت في مدينة الكويت. حصلت على الإجازة في اللغة العربية من جامعة القاهرة، ثم الماجستير عام 1971. حصلت على الدكتوراه من جامعة إنديانا عام 1982. تعمل مدرّسة لمادّة الفلولكور في قسم اللغة اللغة العربية في جامعة الكويت. نشرت شعرها وأبحاثها في عدد من الصحف المحليّة والعربيّة. لها دراسات فلكلورية ودواوين شعرية.

## سيرتها
ولدت حصة السيد زيد الرفاعي بالكويت عام 1947. درست الثانوية العامة في الكويت. سافرت لاستكمال دراستها إلى القاهرة حيث التحقت بجامعة القاهرة وحصلت على ليسانس اللغة العربية. أكملت دراسة الماجستير في الأدب الشعبي وحصلت عليها عام 1971. التحقت بجامعة إنديانا بالولايات المتحدة الأمريكية وحصلت على درجة الدكتوراه عام 1982م وتدرس مادة الفولكلور باللغة العربية بجامعة الكويت منذ عودتها. وهي عضوة استشارية لعدد من المجلات الدورية المحكمة.

## شعرها
يقول أحمد عبد الله العلي في كتابه معجم الشعراء حولها: "شاعرة رقيقة توظف اللفظ ليوحي بالصور الحية والظلالات القوية في ذهن القارئ وهي المعاني والخواطر والآمال التي تؤمن بها وبتكي عليها مثل الأصالة، والمواثيق والحب التليد سواء للأهل أو الناس والزهد في المال واحتقار العبودية للمال وامثاله من صفات العصر الحاضر، يتصور ذلك في قصيدة بعنوان على هيئة سؤال استنكاري وهو (هل يعود الزمن).

## مؤلفاتها
لها مؤلفات عديدة منها:
- أغاني البحر في الكويت
- الطب الشعبي: مفهومه وخصائصه
- الفلكلور والعلوم الإنسانية والاجتماعية
- المظهر الإنساني للصناعات الشعبية (ضمن كتاب تراث البادية)
- المأثورات الشعبية: النظرية والتأويل. (2005م).[6][7]

إلى جانب ما تنشره باللغة الإنجليزية في مختلف الصحف والمجلات.

## وصلات خارجية
- صفحة الشاعرة حصة الرفاعي في موقع البابطين
- في موقع أرشيف المجلات